# Honung (film)
Honung (originaltitel: Bal) är en turkisk långfilm från 2010 i regi av Semih Kaplanoglu.

## Handling
Yusuf är en tystlåten pojke vars bäste vän är hans pappa, som försörjer sin familj genom att plocka honung från höga träd på den turkiska landsbygden. 
Yusufs mamma oroar sig över sin sons framtid. Ska han gå i sin faders fotsteg eller kan kanske skolan erbjuda andra möjligheter för honom? Yusuf har dock problem med att lära sig läsa.
En dag förändras familjens liv drastiskt då mannen i huset inte kommer hem från skogen.

## Om filmen
Filmen är en del i en trilogi och föregicks av Yumurta (2007) och Süt (2008). Honung belönades med Guldbjörnen år 2010.

## Rollista i urval
- Bora Altas - Yusuf
- Erdal Besikcioglu - Yakup
- Tûlin Özen - Zehra
- Ayse Altay
- Alev Ucarer
- Özkan Akcay